# Международный кинофестиваль Мангейм — Гейдельберг
Международный кинофестиваль Мангейм — Гейдельберг — (нем. Internationales Filmfestival Mannheim-Heidelberg) — ежегодный международный кинофестиваль. Проводится совместно в городах Мангейм и Гейдельберг на юго-западе Германии в федеральной земле Баден-Вюртемберг.
Второй, после Берлинского, по времени появления немецкий фестиваль. Впервые состоялся в 1952 году по инициативе мэра Мангейма Германа Геймериха в рамках недели документального кино. С 1994 года проходит в двух соседних городах региона-метрополиса.
В конкурсной программе акцентировано участие работ независимых режиссёров, приверженцев авторского кинематографа. В своё время, в конкурсной программе фестиваля, состоялись дебютные показы лент Франсуа Трюффо (1959), Райнера Вернера Фассбиндера (1969), Вима Вендерса (1969), Кшиштофа Кесьлёвского (1975), Джима Джармуша (1980), Атома Эгояна (1984), Ларса фон Триера (1984), Брайана Сингера (1993), Томаса Винтерберга (1997), Матиаса Бизе (2003), Рамина Бахрани (2005).
В качестве гостей или членов жюри на фестивале в разные годы присутствовали выдающиеся деятели культуры: Марсель Райх-Раницкий, Фриц Ланг, Теодор Адорно, Курт Георг Кизингер, Бернардо Бертолуччи, Вернер Херцог, Александр Сокуров.

## Номинации
- Лучший фильм
- Приз Райнера Вернера Фассбиндера
- Специальный приз жюри
- Специальное упоминание жюри
- Приз зрительских симпатий
- Международная премия кинокритиков ФИПРЕССИ
- Приз экуменического жюри
- Рекомендация-упоминание владельцев кинотеатров